# Teci
Teci (od gr. θής thes „parobek, najemnik”, liczba mnoga θέτης) – warstwa społeczna w starożytnej Grecji, obejmująca najuboższych członków społeczeństwa.
W epoce homeryckiej mianem tetów określano ludzi nieposiadających ziemi i niezwiązanych z rzemiosłem, co dawałoby im miejsce wśród demiurgów. Teci pracowali przy uprawie ziemi, którą dzierżawili tylko w sprzyjającej porze roku. Kobiety tej warstwy społecznej były angażowane przy pracach domowych jako służące bądź mamki. Byli ludźmi wolnymi, często nie posiadali własnego domostwa ani fratrii, a ich sytuacja materialna była nieraz równoznaczna z ubóstwem. 
Jako warstwa społeczna teci ponownie pojawiają się w epoce archaicznej na obszarze całej Grecji, a w szczególności w Attyce, gdzie stawali się sezonowymi robotnikami rolnymi albo zaciągali się do służby na statkach, na których wykorzystywano ich najczęściej jako wioślarzy. Grupa tetów była liczna, ponieważ wchodzili do niej zadłużeni, którzy tracili za długi swoje niewielkie posiadłości i musieli pracować na utraconej ziemi na rzecz nowego właściciela. Ludzie ci tworzyli grupę hektemoroi (ἑκτήμοροι, „sześcioczęściowców“). Według Arystotelesa (Ustrój Aten, 2) szóstą część zbiorów mogli zatrzymać dla siebie, zdaniem Plutarcha (Biografia Solona, 13) szóstą część stanowiła wnoszona danina. Bardziej prawdopodobna wydaje się wersja druga.
Reforma Solona stworzyła z tetów czwartą klasę obywateli w Attyce. Solon uwolnił ich od długów dzięki seisachteia (σεισάχθεια „strząśnięciu długów”). Klasa ta obejmowała wszystkich obywateli, których roczne dochody z uprawy zbóż nie przekraczały 200 medimnów. Była to grupa bardzo zróżnicowana, należeli do niej głównie ubodzy chłopi, drobni rzemieślnicy oraz bezrolni pracownicy najemni. Klasa czwarta nie służyła w oddziałach hoplitów, lecz tworzyła oddziały peltastów oraz wioślarzy do obsługi trier we flocie. Prawa polityczne początkowo ograniczały się do uczestnictwa w eklezji i sądach. 
W wyniku reform Peryklesa teci uzyskali pełne prawa polityczne, w związku z czym pod koniec V wieku p.n.e. stopniowo zaczął tracić na znaczeniu podział obywateli na klasy majątkowe, zastępowany nieformalnym podziałem na biednych (nieposiadających) i bogatych (posiadających). Warstwa tetów zanikła ostatecznie w IV wieku p.n.e.